# Mina Tindle
Pauline de Lassus Saint-Geniès, plus connue sous son nom de scène Mina Tindle (emprunté à Milo Tindle, personnage du film Le Limier de Joseph Mankiewicz, 1972), est une auteure-compositrice-interprète française née en 1983. En 2020, elle a trois albums à son actif, dont le premier, Taranta, sort en mars 2012.

## Biographie

### Les débuts
Pauline de Lassus Saint-Geniès naît à Paris et suit des études littéraires. Inspirée par Cat Power, elle commence à chanter et réalise ses premières maquettes. La jeune femme est employée comme stagiaire par les organisateurs des Eurockéennes de Belfort. Les programmateurs du festival l'encouragent à se produire en première partie du concert de Daniel Darc. Après ses premiers pas sur scène, elle s'installe à New York, dans l'arrondissement de Brooklyn, afin de suivre un stage de fin d'études. Son séjour lui permet également de découvrir la scène locale. Elle donne des concerts et envisage de se lancer pour de bon dans la musique.

### Taranta
À son retour, elle collabore avec des groupes de la scène indépendante et le label Sauvage Records édite son premier single, intitulé The Kingdom. 
En 2007, elle contribue vocalement à l'album Boxer du groupe The National, avec lequel elle va ensuite développer d'autres collaborations. La même année, elle fait partie de The Limes. Le groupe est composé de musiciens français et américains s'étant rencontrés sur le site de réseautage social Myspace. C'est également par cet intermédiaire qu'elle fait la connaissance de J. P. Nataf, le chanteur des Innocents. Durant deux ans, ils travaillent ensemble sur son premier album. Il est précédé par le EP 6-titres To Carry Many Small Things, sorti en 2011,. Entre-temps, Mina signe avec son éditrice phonographique historique Marie-Anne Dudouit chez Blonde Music. Elles travaillent ensemble pour parvenir à l'album Taranta, co-réalisé par J. P. Nataf, édité en mars 2012. Le mois suivant, la chanteuse se produit au Printemps de Bourges, avant d'entamer une tournée nationale. Taranta est très bien accueilli par la presse, l'album étant notamment récompensé de trois « f » sur quatre par Télérama, et d'une note de 4,5 sur 5 par Les Inrockuptibles. Mina Tindle fait partie des lauréats du Fair 2013.

### Parades
Le 4 octobre 2014  sort son deuxième album, Parades, qu'elle déclare avoir réalisé « en quelques mois ». L'album est produit par son époux Bryce Dessner et Craig Silvey, respectivement membre et producteur du groupe The National.

### SISTER
En octobre 2020 sort son troisième album, SISTER. Elle a invité le chanteur américain Sufjan Stevens sur la chanson Give a Little Love.
En 2022, Mina Tindle interprète White Flowers, chanson finale du film La Nuit du 12 de Dominik Moll.

### Famille et vie privée
Membre de la famille de Lassus, elle est également, comme le journaliste Jérôme de Verdière, une des descendantes du compositeur français Charles Gounod.
Elle est mariée à Bryce Dessner, du groupe The National, avec lequel elle a un fils, Octave.

## Style musical et influences
Pauline de Lassus se lance dans la musique sous l'influence de Cat Power. Son nom de scène est inspiré du personnage interprété par Michael Caine dans le film Le Limier de Joseph L. Mankiewicz. Sa culture musicale anglo-saxonne la pousse à chanter en anglais avant d'adopter le français dans quelques titres de son premier album,,. La voix de Mina Tindle évoque celle de la chanteuse canadienne Leslie Feist.
À l'occasion de la sortie de son deuxième album, Mina Tindle est revenue sur le style du premier, déclarant qu'« on [lui] disait souvent que c'était de la folk, alors qu'il était finalement très pop dans l'esprit. »

## Discographie

### EP
2011 : To Carry Many Small Things (BlondeMusic)